# Großsteingrab Söhren
Das Großsteingrab Söhren ist eine megalithische Grabanlage der jungsteinzeitlichen Trichterbecherkultur bei Dobersdorf im Kreis Plön in Schleswig-Holstein. Es trägt die Sprockhoff-Nummer 189.

## Lage
Das Grab befindet sich südlich von Dobersdorf zwischen den Ortsteilen Schädtbek und Moorsehden am Rand eines kleinen Waldstücks. Es ist nach einer östlich gelegenen Siedlung namens Söhren benannt.
In der näheren Umgebung gibt es zahlreiche weitere Großsteingräber: 1,3 km ostnordöstlich liegen die Großsteingräber bei Dobersdorf, 1,7 km südöstlich die Großsteingräber bei Lilienthal und 1,7 km südöstlich die Großsteingräber bei Rastorf.

## Beschreibung
Von dieser Anlage sind noch sechs Wandsteine und ein Deckstein der Grabkammer erhalten. Sie wurden in moderner Zeit verlagert, um das Grab zu einem Denkmal umzufunktionieren. Das ursprüngliche Aussehen der Kammer lässt sich ohne eine Grabung nicht rekonstruieren.